# Minyichthys inusitatus
Minyichthys inusitatus är en fiskart som beskrevs av Dawson 1983. Minyichthys inusitatus ingår i släktet Minyichthys och familjen kantnålsfiskar. Inga underarter finns listade i Catalogue of Life.